# Rudolf Kurz (Fußballspieler)
Rudolf Kurz war ein deutscher Fußballspieler.

## Werdegang
Kurz begann mit dem Fußballspielen in der Jugend der Stuttgarter Kickers, in den Saisons 1923/24 und 1924/25 war er ein fester Bestandteil deren ersten Mannschaft und nahm an der Endrunde um die süddeutsche Meisterschaft teil. Nach seiner Zeit bei den Kickers war er noch für den Stuttgarter Sportclub aktiv.

## Sonstiges
Manfred Bopp, der in den 1960ern auch als Fußballspieler für die Stuttgarter Kickers aktiv war, ist der Neffe von Rudolf Kurz.